# 童の草
『童の草』（わらべのくさ）は、宮永龍による日本の漫画作品。スクウェア・エニックスのウェブコミック配信サイト『ガンガンONLINE』で2009年6月22日更新分から2010年6月17日更新分まで連載された。

## ストーリー
戦国時代が舞台。幼少期の真田幸村が、猿飛佐助をはじめとする真田忍隊を集める物語。

## 登場人物
真田幸村（さなだ ゆきむら）
無邪気者。真田家次男坊。一人称は「俺」。親に構ってもらえず寂しい暮らしをしてきた為か、少々ひねくれている。生意気な性格で周りを振り回す（主に佐助）事が多いが、本当は優しい心の持ち主で、死にかけの雀を助けようとしたり、孤児の三好兄弟をそれとなく引き取ったり、根津の想いを悟ってかボロボロの海賊船を動かすよう頼んだりすることもあった。佐助の事をとても慕っており、一度佐助が伊達に行くと聞いた時（結局幸村の勘違いだった）は大雨の中を走って追いかけたり等と感情的になることもあった。お菓子が大好きで、佐助と一緒に街に買いに出る事も少なくないようである。10年後には真田忍隊10人を従えて伊達に挑む描写があった。
猿飛佐助（さるとび さすけ）
無礼者。真田忍隊の長を務めている。怪我で潰れた左目、長い銀髪、顔の化粧が特徴的。一人称は「俺」だが、雇い主である昌幸に対しては「私」と述べている。公私混同することなく任務に忠実。幸村の護衛を任されるが、幸村のあまりの身勝手さに腹を立て怒りをあらわにするが、後にその本心を知ることになる。金さえもらえれば主などだれでもよいと思っていたが、忍（佐助）を“使い捨てにしない”という幸村の言葉から忠誠を誓う。幸村には基本的に敬語を使っているが、時折言葉遣いがくずれる。一人称も「俺」のままである。第1話では本音と建前を使い分けており、感情の表出も少ないが幸村と接するようになってからは感情表現が豊かになっている。10年後には髪が短くなっていた。
霧隠才蔵（きりがくれ さいぞう）
卑怯者。後ろに束ねた長い金髪と右目下の切り傷が特徴。一人称は「俺様」幸村の暇つぶしの相手として一時雇われ、その際は鹿右恵衛門と名乗っていた。徳川に真田当主とその子供の暗殺を命ぜられていたが佐助に阻止され失敗。その後幸村の人間性に興味を持ち真田忍隊に入隊を希望する。自由奔放、気ままな性格で徳川にも忠実に仕えていた訳ではないようである。仕事に対して不真面目であり、才蔵がサボったその埋め合わせを佐助がしている。
三好清海（みよし せいかい）
愚か者。双子の兄。黒の短髪と下駄が特徴。
三好伊佐（みよし いさ）
愚か者。双子の弟。
根津甚八（ねづ じんぱち）
化け物。
海野六郎（うんの ろくろう）
変わり者。旅をしている琵琶法師。一人称は「私」。「私は云う（聞く・歌う・思うなど）」と前置きする独特の話し方をする。かなりの美形で、歌いながら街中を歩けば女性がそのあとをついて歩くほどである。盲目で愛の形というものを探しているが、幸村と佐助の関係に主と忍以外に何かを感じ興味を持ち、佐助と幸村に挑むが、二人の間にある絆を感じ、しばらく二人を陰ながら見守ることにした。以来、城の中に厳重な警備をくぐりぬけてよく来ている。
由利鎌之介（ゆり かまのすけ）
穴山小助（あなやま こすけ）
望月六郎（もちづき ろくろう）
筧十蔵（かけい じゅうぞう）

## 書誌情報
- 宮永龍『童の草』スクウェア・エニックス〈ガンガンコミックスIXA〉、2010年6月18日 ISBN 978-4-7575-2896-3